# Berk Hakman
Berk Hakman (* 14. August 1981 in Ankara) ist ein türkischer Schauspieler.

## Leben und Karriere
Hakman wurde am 14. August 1981 in Ankara geboren. Seine Familie stammt aus Bosnien. Er studierte Tourismusmanagement an der Akdeniz Üniversitesi, brach das Studium ab und besuchte das Konservatorium an der Mimar Sinan Üniversitesi. Sein Debüt gab er 2003 in dem Film Okul. 2012 war Hakman in der Fernsehserie In series Suskunlar zu sehen. Von 2013 bis 2015 spielte er in der Serie  Kaçak mit. Anschließend bekam er 2022 in der Serie Duy Beni die Hauptrolle.

## Filmografie
Filme
- 2003: Okul
- 2006: Janjan
- 2006: Saklı Yüzler
- 2009: Kampüste Çıplak Ayaklar
- 2012: Tepenin Ardı
- 2017: Taksim Hold’em

Serien
- 2005: Kırık Kanatlar
- 2005: Seher Vakti
- 2006–2007: Hatırla Sevgili
- 2008–2009: ES-ES
- 2009: Çocukluk Günleri
- 2011: Mazi Kalbimde Yaradır
- 2012: Suskunlar
- 2013–2015: Kaçak
- 2016: Hayatımın Aşkı
- 2017–2018: Siyah İnci
- 2021: Olağan Şüpheliler
- 2022: Duy Beni